# Nina Wladimirowna Makarowa

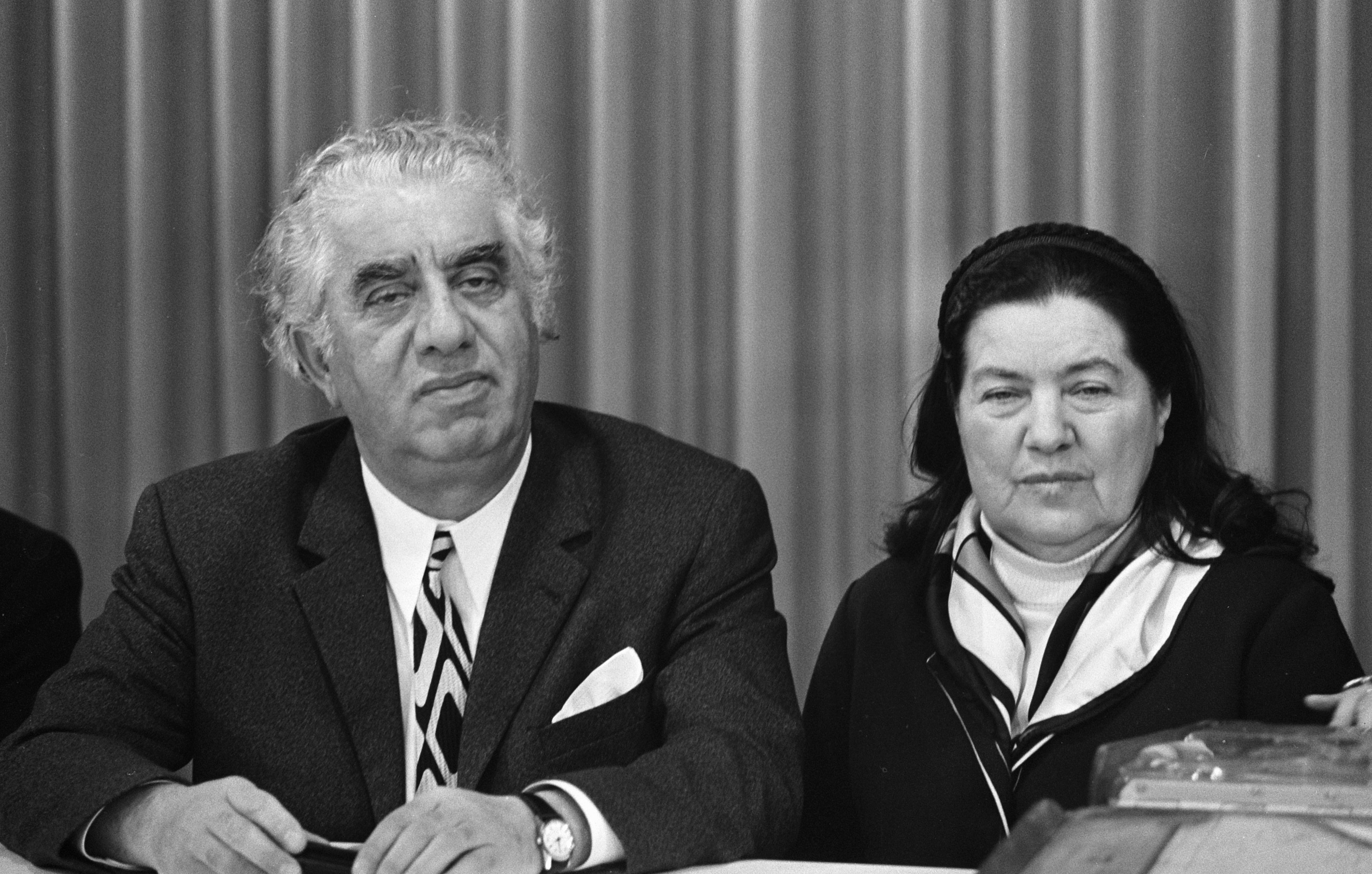
Aram Chatschaturjan und Nina Makarowa, 1971

Nina Wladimirowna Makarowa (russisch Нина Владимировна Макарова; * 30. Julijul. / 12. August 1908greg. in Jurino, Gouvernement Nischni Nowgorod, Russisches Kaiserreich, heute Republik Mari El; † 15. Januar 1976 in Moskau) war eine russische Komponistin.
Bei Nikolai Mjaskowski studierte sie Komposition. 1933 heiratete sie ihren Kommilitonen Aram Chatschaturjan. Sie starb 1976 in Moskau.

## Werke

### Hauptwerke
- Sinfonie d-Moll (1938), Neufassung 1962
- Zoja, Oper (1963)

### Sonstiges
- Lieder
- Kammermusik
- Filmmusik
- Schauspielmusik